# Concerto Málaga
Concerto Málaga es un conjunto de cámara español con sede en la ciudad de Málaga, liderado por el violinista malagueño José Manuel Gil de Gálvez.

## Historia

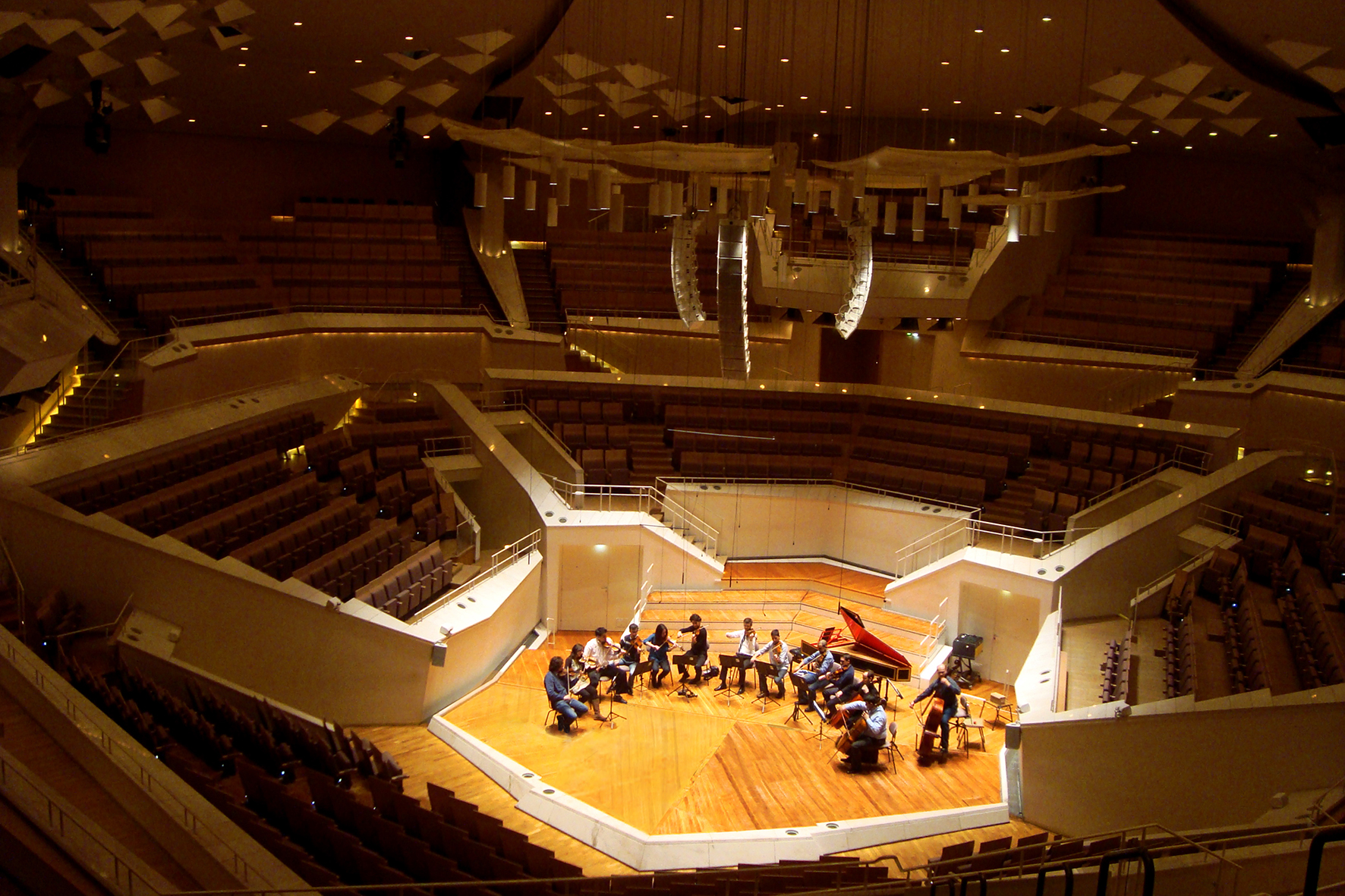
Concerto Málaga en la Berlin Philarmonie (Berlín, Alemania)

Orquesta de cuerdas española fundada en 1996, dedicada al estudio e interpretación del repertorio para cuerdas que abarca desde finales del siglo XVII hasta nuestros días. Seis violines, dos violas, dos violonchelos, contrabajo y clavecín forman este conjunto de cámara, de contrastada calidad internacional, aclamado por sus interpretaciones de música española. Según la revista especializada alemana Ensemble Magazine, «uno de los mejores conjuntos españoles», la radio americana WFMT Chicago Classical, «uno de los conjuntos mas importantes de España» y en palabras del célebre guitarrista Pepe Romero «Concerto Málaga le dará a Málaga lo que I Musici le ha dado a Italia».

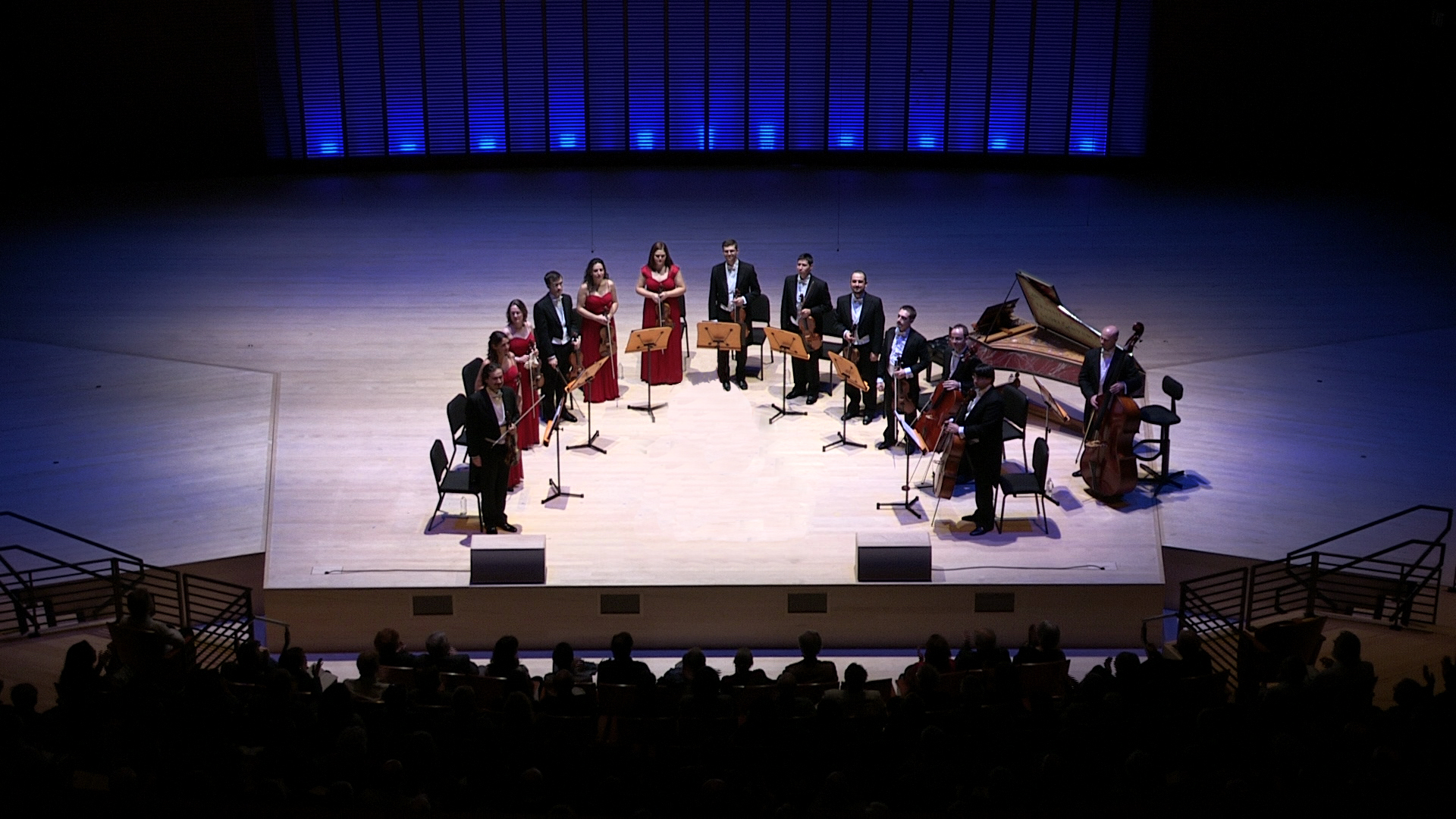
Concerto Málaga en el Soka Performing Arts (Los Ángeles, California)

Concerto Málaga mantiene una colaboración artística con renombrados solistas internacionales como el guitarrista Pepe Romero, la violinista Mariana Sirbu, el guitarrista flamenco Juan Martín, el flautista Massimo Mercelli, la pianista María Luisa Cantos y el cuarteto de guitarras Los Romeros.

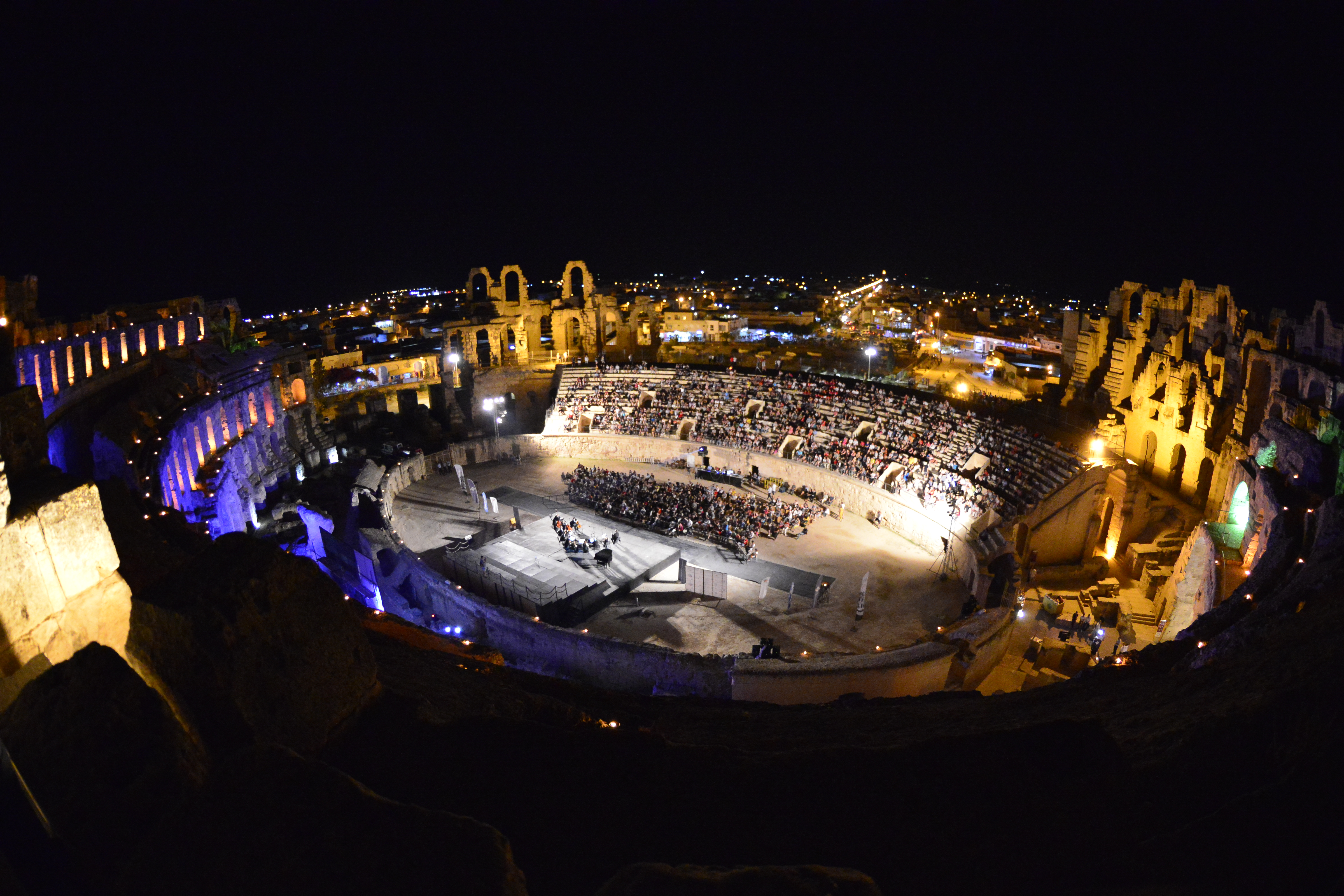
Concerto Málaga en el anfiteatro de El Djem (Dougga, Túnez)

 La orquesta está patrocinada por el Ayuntamiento de Málaga y ha colaborado con instituciones culturales como la UNESCO, Juventudes Musicales Internacional y el Ministerio de Cultura de España. Es un miembro activo de ECMTA - Asociación Europea de Profesores de Música de Cámara y ha cautivado audiencias en Alemania, Finlandia, Francia, Corea del Sur, Holanda, España, Croacia, Estados Unidos, Túnez, el Reino Unido e Irlanda, con conciertos en salas como la Berlin Philarmonie, Laeiszhalle de Hamburgo, Philarmonie Essen, Prinzregententheater de Múnich, Congress Center am Rosengarten Mannheim, Seoul Arts Center, Real Basílica de San Lorenzo de El Escorial, Palacio Real de El Pardo, Anfiteatro de El Jem y en los Festivales Euriade (Alemania) y de Zadar (Croacia), Festival Musika Kalevi Aho (Finlandia), Festival International de Musique Symphonique d´EL Djem» (Túnez), Festival L´Été Musical en Bergerac (Francia) o Festival Internacional de Música y Danza Cueva de Nerja (España). 
Ha realizado su debut en América, con una gira de Costa a Costa por los Estados Unidos con conciertos en ciudades como San Diego, Los Ángeles, Phoenix, Tucson, Santa Fe, Dallas, San Antonio, Fairfax o Nueva York. 

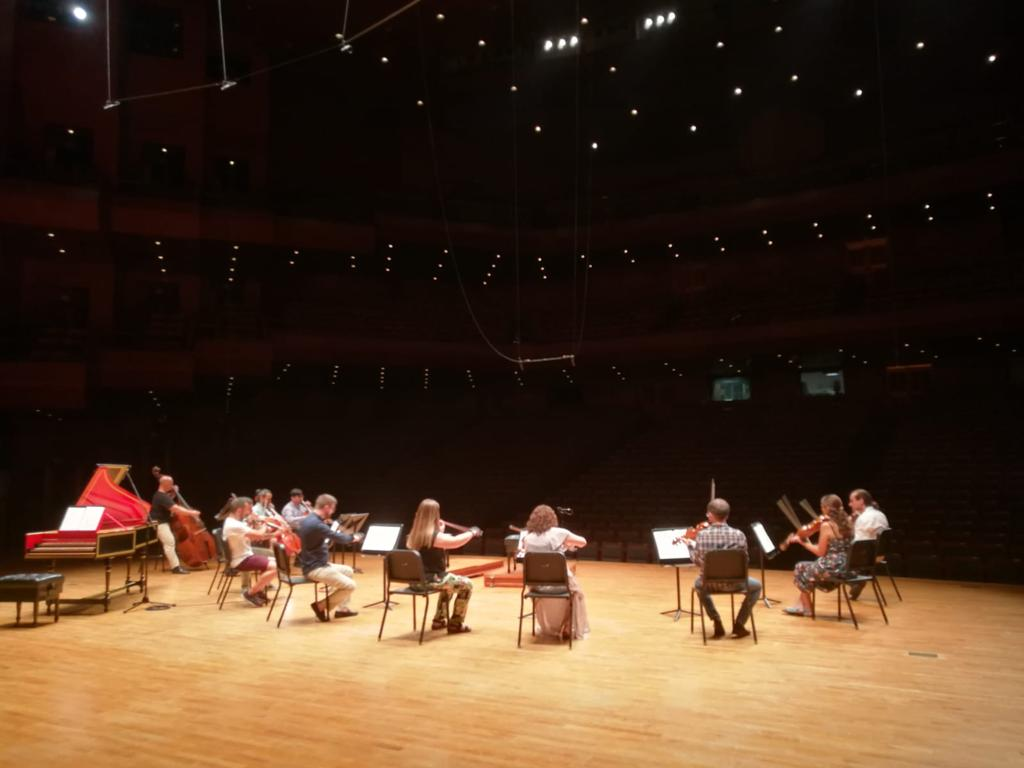
Concerto Málaga ensayando en el Seoul Arts Center (Seúl, Corea del Sur)

En 2008, Concerto Málaga fue nombrada  Orquesta residente del Condado de Donegal (Irlanda). De este modo, el grupo continúa su actividad interpretativa y educativa en la región del Noroeste Irlandés en cooperación con diferentes instituciones culturales. Anualmente, la orquesta ofrece su temporada de conciertos en la Capital de la Costa del Sol, centrada en el CIVE-Ciclo de Conciertos las Cuatro Estaciones y es orquesta residente del FIAPMSE - Forum Internacional de Alto Perfeccionamiento Musical del Sur de Europa. Fueron directores titulares Davor Kuljeric y Massimo Paris. Desde 2013 esta formación es liderada por el violinista malagueño José Manuel Gil de Gálvez, concertino desde su origen. 
Concerto Málaga ha grabado para Televisión Española y ha registrado dos discos: "Homenaje a Albéniz" (Genuin Classics - 2009), redescubriendo música española y, recientemente, un álbum de Navidad junto al cuarteto de guitarras Los Romeros, "Christmas with Los Romeros" (Deutsche Grammophon - 2011). En 2018 ha sido nominada a los Premios Grammy Latinos.

## Discografía y premios
| Año de grabación | Título                                     | Solista                                                                                                   | Sello                   |
| ---------------- | ------------------------------------------ | --- | ----------------------- |
| 2009             | Homenaje a Albéniz                         | | Genuin Classics         |
| 2011             | Christmas With The Romero                  | Los Romeros                                                                                               | Deutsche Grammophon     |
| 2014             | Sonatas a Trío con Guitarra, Op. 1 y Op, 3 | Ensemble Músicos Concerto Málaga José Manuel Gil de Gálvez Fernando Espí Víctor Yélamo Juan Pablo Gamarro | Belsuono String Records |
| 2017             | José Serebrier conducts Granados           | José Serebrier                                                                                            | SOMM Recordings         |

| Año  | Premio                                     | Otorgante                                           | Observaciones                                                              |
| ---- | ------------------------------------------ | --------------------------------------------------- | -------------------------------------------------------------------------- |
| 2010 | Autobús de Plata                           | Empresa Malagueña de Transportes                    | A la labor cultural llevada a cabo en la ciudad de Málaga                  |
| 2015 | Nombramiento de la “Plaza Concerto Málaga” | Ayuntamiento de Nigüelas                            | Dedicación de una plaza a la orquesta por el pleno de la Villa de Nigüelas |
| 2018 | Premio Fundación Don Bosco                 | Fundación Don Bosco                                 | A la labor cultural y social realizada en la ciudad de Granada             |
| 2018 | Premios Grammy Latinos                     | Academia Latina de Artes y Ciencias de la Grabación | Nominación a mejor álbum de música clásica                                 |